# Fecestransplantatie
Fecestransplantatie (in Nederland poeptransplantatie, in Vlaanderen stoelgangtransplantatie genoemd) is het overbrengen van ontlastingsbacteriën van een gezonde donor naar een ontvanger. Het doel is om de darmflora te herstellen.
Een dergelijke ingreep wordt momenteel  onderzocht en ingezet
- bij hardnekkige darminfecties van Clostridium difficile. Deze bacterie lijkt met fecestransplantatie beter te bestrijden dan met antibiotica.
- bij chronische darmontsteking (IBD)
- bij overgewicht. Muizen die ontlasting van slanke mensen ontvangen, blijven opvallend slank. Wanneer muizen ontlasting van mensen met overgewicht toegediend krijgen, worden ze dik, ook wanneer ze hetzelfde voedsel krijgen als de slanke muizen.

Fecestransplantatie met het doel de darmflora te herstellen is al in 1958 beschreven. Het kan op verschillende manieren plaatsvinden. De meest gebruikelijke methode is dat ontlasting van gezonde donoren wordt gefilterd en ontdaan van vaste bestanddelen. Vervolgens wordt deze verdunde ontlasting via een sonde (door de neus of mond) ingebracht in de leeggespoelde darm van de patiënt. De feces kan ook worden ingebracht via colonoscopie of een klysma, maar deze methoden zijn minder gebruikelijk.
Sinds eind 2014 kan ook gevriesdroogde donorfeces in capsules worden verpakt die in de darm open gaan. Bij behandeling van Clostridium difficile-infecties zijn op deze wijze soortgelijke gunstige resultaten behaald als met bovengenoemde invasieve methoden.
De Nederlandse Donor Feces Bank (NDFB) in het Leids Universitair Medisch Centrum behandelt Clostridium difficile. Citaat: "De behandeling is een succes: meer dan 90 procent van de mensen met een Clostridium difficile-infectie is na twee 'poeptransplantaties' genezen."
In mei 2018 werd aan UZ Gent de eerste stoelgangbank in België opgericht.
Donorontlasting kan ziekmakende virussen bevatten, daarom worden donoren uitgebreid onderzocht voor transplantatie. Vooralsnog zijn geen gevallen bekend van patiënten die een besmettelijke ziekte opliepen door fecestransplantatie. Niettemin wordt gewerkt aan kunstontlasting met probiotische bacteriën.
Fecestransplantatie was het onderwerp van de achtste aflevering van het 23e seizoen van de animatieserie South Park, getiteld "Turd Burglar". In de aflevering heeft de moeder van Kyle darmproblemen,  die door middel van een poeptransplantatie verholpen worden. De procedure wordt (foutief) weergegeven als dat donorfeces met water wordt vermengd en rectaal wordt ingebracht. 